# Liodrosophila bimaculata
Liodrosophila bimaculata är en tvåvingeart som beskrevs av Toyohi Okada 1966. Liodrosophila bimaculata ingår i släktet Liodrosophila och familjen daggflugor.
Artens utbredningsområde är Nepal. Inga underarter finns listade i Catalogue of Life.